# 차막이

차막이 표지판의 그림

차막이(車-, 영어: buffer stop, 일본어: 車止め)는 정지해야 하는 위치를 넘어온 자동차나 철도차량을 강제로 정지시키기 위한 구조물이다. 자동차 주차장이나 철도의 선로 끝에 설치된다.

## 같이 보기
- 안전측선
- 완충기